# Ultra Violet (pivo)
Ultra Violet je levandulové pivo vařené Pivovarem Volt z Jablonce nad Nisou, na jehož přípravě se podílí Levandulovna z Raspenavy. Nápoj je jedenáctistupňový a jeho hlavní ingrediencí je levandule lékařská (Lavandula angustifolia), která ve spojení s odrůdou chmele otáčivého Žateckého poloraného červeňáku vytváří jemnou hořkost a jeho z počátku sladká vůně pomalu přechází do bylinného dozrávání.